# Красноглазки
Красноглазки, или  эритроммы (лат. Erythromma) — род стрекоз из семейства Coenagrionidae.

## Описание
В современном объёме в состав рода входят две группы видов, совершенно непохожие друг на друга внешне.
Первая группа включает тёмные, красноглазые, лишённые светлых затылочных пятен виды Erythromma viridulum и Erythromma najas. Вторая
группа включает только один вид — Erythromma lindenii, имеющий внешний вид типичного представителя рода Coenagrion и отличающийся только линейными затылочными пятнами и длинными похожими на щипцы, верхними анальными придатками у самцов. Erythromma lindenii долгое время относили к роду Coenagrion, пока его принадлежность к Erythromma не была доказана молекулярно-генетическими методами.

## Список видов

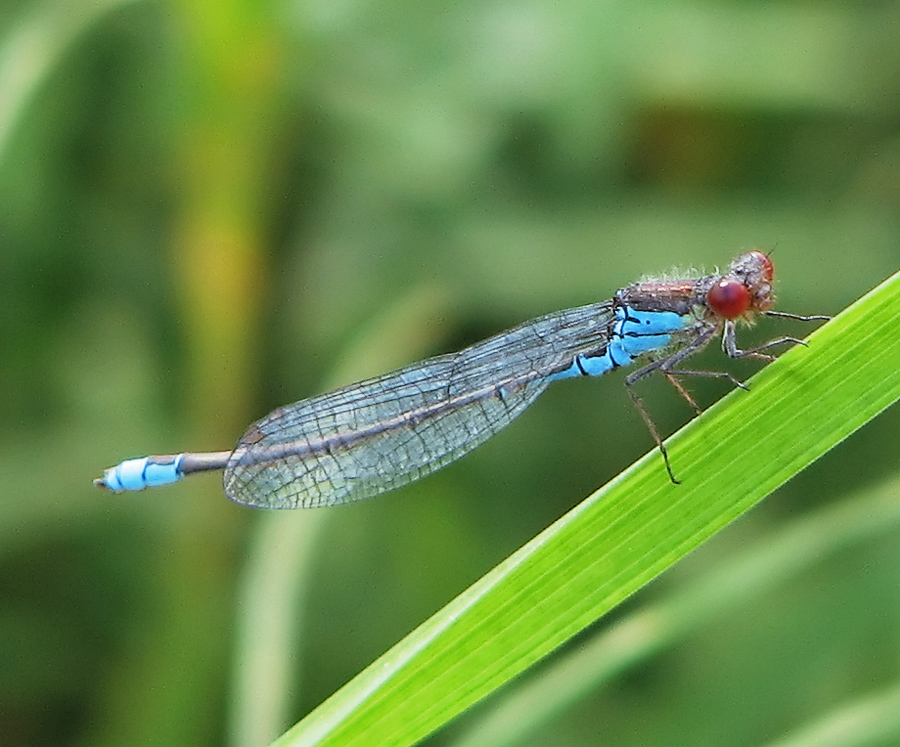
Самец Erythromma viridulum

В состав рода входят следующие виды:
- Erythromma lindenii (Selys, 1840) — красноглазка Линдена;
- Erythromma najas (Hansemann, 1823) — красноглазка наяда;
- Erythromma viridulum (Charpentier, 1840) — красноглазка-зеленушка.